# Beers on Me
Beers on Me (englisch Biere auf mich) ist ein Lied des US-amerikanischen Country-Sängers Dierks Bentley mit den Sängern Breland und Hardy. Es erschien am 29. Juli 2021.

## Inhalt
Beers on Me ist ein Countrysong, der von Ashley Gorley, Luke Dick, Ross Copperman, Daniel Gerard Breland, Dierks Bentley und Michael Wilson Hardy geschrieben wurde. Der Text ist in englischer Sprache verfasst. Beers on Me ist 2:54 Minuten lang, wurde in der Tonart G-Dur geschrieben und weist ein Tempo von 146 BPM auf. Produziert wurde das Lied von Ross Copperman und Dierks Bentley. Das Lied handelt von einer Gruppe Freunden, die sich in einer Bar treffen, um Dampf abzulassen und die Sorgen zu vergessen. Der Erzähler gibt dabei eine Runde Bier aus.
Das Lied entstand im Jahre 2020, als sich Dierks Bentley mit einigen anderen Songwritern in Telluride, Colorado traf. Laut Sänger Dierks Bentley warf Hardy den Titel in den Raum. Daraufhin dachte Dierks Bentley über den Wunsch nach, jedem seiner Fans ein Bier auszugeben. Er kehrte nach Nashville zurück, um das Lied aufzunehmen. Bentleys Managerin machte ihn daraufhin auf den Sänger Breland aufmerksam. Nachdem Dierks Bentley einen Zeitungsartikel über ihn las, lud er Breland ein. Breland erschien am nächsten Tag im Studio und nahm den Gesang für die dritte Strophe auf. Die erste Strophe wird von Dierks Bentley, die zweite von Hardy gesungen.

## Musikvideo
Für das Lied wurde in Nashville ein Musikvideo gedreht, bei dem Dierks Bentley Regie führte. Das Video erschien am 29. Oktober 2021. Die drei Sänger fahren mit einem LKW durch die Stadt. An den Seiten des LKW sind die Namen der drei Sänger sowie der Titel des Liedes zu sehen. Der LKW hält an verschiedenen Orten und die drei Sänger verteilen Freibier an zufällig vorbeikommende Passanten, den Teilnehmern einer Poolparty, Leuten, die in einem Park mit ihren Hunden Gassi gehen, oder Spielern auf einem Basketballfeld. Zum Schluss hält der LKW vor Dierks Bentleys eigener Kneipe Whiskey Row.

## Rezeption

### Rezensionen
BJ Mac vom Onlinemagazin The Nash News beschrieb Beers on Me als „spaßig-entspannte Ode an die Freundschaft und kaltem Bier“. Die „Kombination der verschiedenen Gesangsstile ist eine musikalische Freude und eine einzigartige Kostbarkeit für einen mitsingbaren Sommer-Countrysong“. Sterling Whitaker vom Onlinemagazin Taste of Country bezeichnete das Lied als „fröhliche Balgerei“.

### Chartplatzierung
| ChartsChartplatzierungen               | Höchstplatzierung | Wochen |
| -------------------------------------- | ----------------- | ------ |
| Vereinigte Staaten (Billboard)         | 40 (20 Wo.)       | 20     |
| Vereinigte Staaten (Billboard Country) | 5 (39 Wo.)        | 39     |

### Auszeichnungen für Musikverkäufe
| Land/Region               | Auszeichnungen für Musikverkäufe (Land/Region, Auszeichnung, Verkäufe) | Verkäufe  |
| ------------------------- | ---------------------------------------------------------------------- | --------- |
| Vereinigte Staaten (RIAA) | Platin                                                                 | 1.000.000 |
| Insgesamt                 | 1× Platin ·                                                            | 1.000.000 |